# Jiroveciana
Jiroveciana är ett släkte av svampar. Jiroveciana ingår i familjen Buxtehudiidae, ordningen Chytridiopsida, klassen Microsporea, divisionen Microspora och riket svampar.
| Jiroveciana | \| \| Jiroveciana limnodrili \| \| \| \| |
|             | \| \| Jiroveciana limnodrili \| \| \| \| |
|             | Jiroveciana limnodrili                   |
|             |                                          |

|  | Jiroveciana limnodrili |
|  |                        |